# Mikko Kolehmainen
Mikko Yrjö Ilmari Kolehmainen (Mikkeli, 18 augustus 1964) is een Fins kanovaarder.
Kolehmainen won tijdens de Olympische Zomerspelen 1992 de gouden medaille op de K-1 500 meter.
Kolehmainen werd in 1993 wereldkampioen K-1 500 meter.

## Belangrijkste resultaten

### Olympische Zomerspelen
| Editie | Plaats      | Resultaten                   |
| ------ | ----------- | ---------------------------- |
| 1984   | Los Angeles | series K-4 1000 meter        |
| 1988   | Seoel       | HF K-1 500m HF K-4 500m      |
| 1992   | Barcelona   | K-1 500m HF K-2 500m         |
| 1996   | Atlanta     | 7 K-2 500m 9e K-1 1000 meter |

### Wereldkampioenschappen vlakwater
| Jaar | Plaats     | Resultaten |
| ---- | ---------- | ---------- |
| 1993 | Kopenhagen | K-1 500 m  |

1976: Vasile Dîba ·
1980: Vladimir Parfenovitsj ·
1984: Ian Ferguson ·
1988: Zsolt Gyulay ·
1992: Mikko Kolehmainen ·
1996: Antonio Rossi ·
2000: Knut Holmann ·
2004: Adam van Koeverden ·
2008: Ken Wallace